# Simona de Silvestro

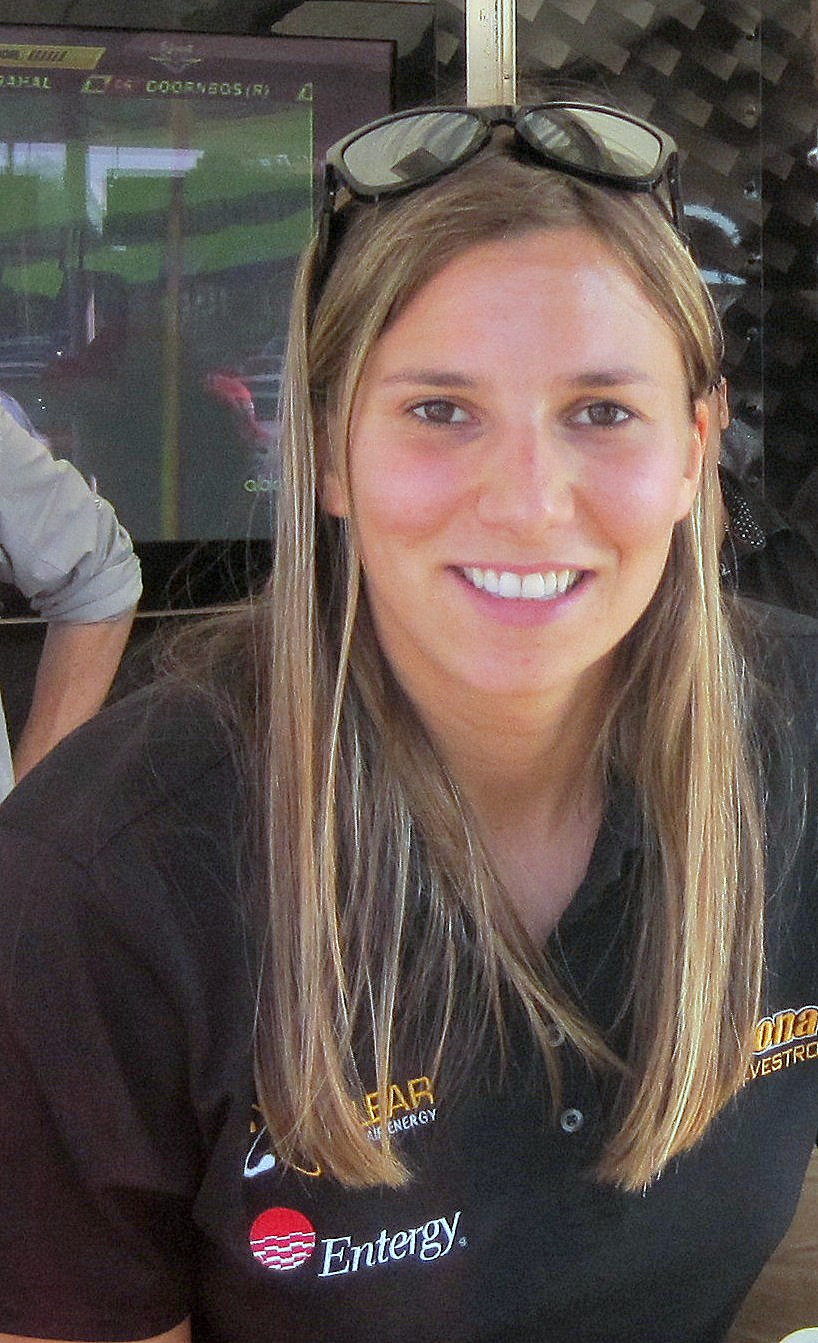
Simona de Silvestro (2010)

Simona de Silvestro (* 1. September 1988 in Thun) ist eine Schweizer Automobilrennfahrerin. Von 2007 bis 2009 ging sie in der Atlantic Championship an den Start und schloss die letzte Saison auf dem dritten Meisterschaftsplatz ab. De Silvestro trat von 2010 bis 2015 in der IndyCar Series an. Ihre beste Einzelplatzierung in dieser Serie war ein zweiter Platz. 2015/16 fuhr sie in der FIA-Formel-E-Meisterschaft. Von 2017 bis 2019 fuhr sie in der australischen V8-Supercars-Serie. Seit 2020 tritt sie im ADAC GT Masters an.
Seit Februar 2024 ist sie als Co-Kommentatorin bei Schweizer Radio und Fernsehen für die Formel-1-Übertragungen im Einsatz.

## Karriere

### Nachwuchsserien
De Silvestro begann ihre Motorsportkarriere 2002 im Kartsport, in dem sie bis 2004 aktiv war. 2005 wechselte sie in den Formelsport und ging in der italienischen Formel Renault an den Start. Sie wurde 20. der Gesamtwertung. 2006 wechselte de Silvestro in die USA und startete in der US-amerikanischen Formel BMW. Obwohl sie kein Rennen für sich entschied, belegte sie am Saisonende den vierten Gesamtrang.
2007 wechselte de Silvestro in die Atlantic Championship zu Walker Racing. Sie hielt nicht mit ihrem Teamkollegen Ryan Lewis mit und belegte am Saisonende den 19. Gesamtrang. 2008 wechselte sie zu Newman Wachs Racing und wurde Teamkollegin von Jonathan Summerton. Am ersten Rennwochenende feierte de Silvestro ihren ersten Sieg in der Atlantic Championship. Im weiteren Saisonverlauf hielt sie nicht mehr mit Summerton mit und belegte am Saisonende den achten Gesamtrang. 2009 bestritt sie ihre dritte Saison in der Atlantic Championship für das Team Stargate Worlds. Sie erzielte vier Siege und weitere fünf Podest-Platzierungen. Ein Rennen vor Schluss führte de Silvestro die Meisterschaft an, wurde aber am letzten Rennen von dem späteren Meister John Edwards und Summerton in der Wertung überholt. Am Saisonende belegte sie somit den dritten Gesamtrang. Sie beendete jedes Rennen unter den besten zehn Piloten.

### IndyCar Series

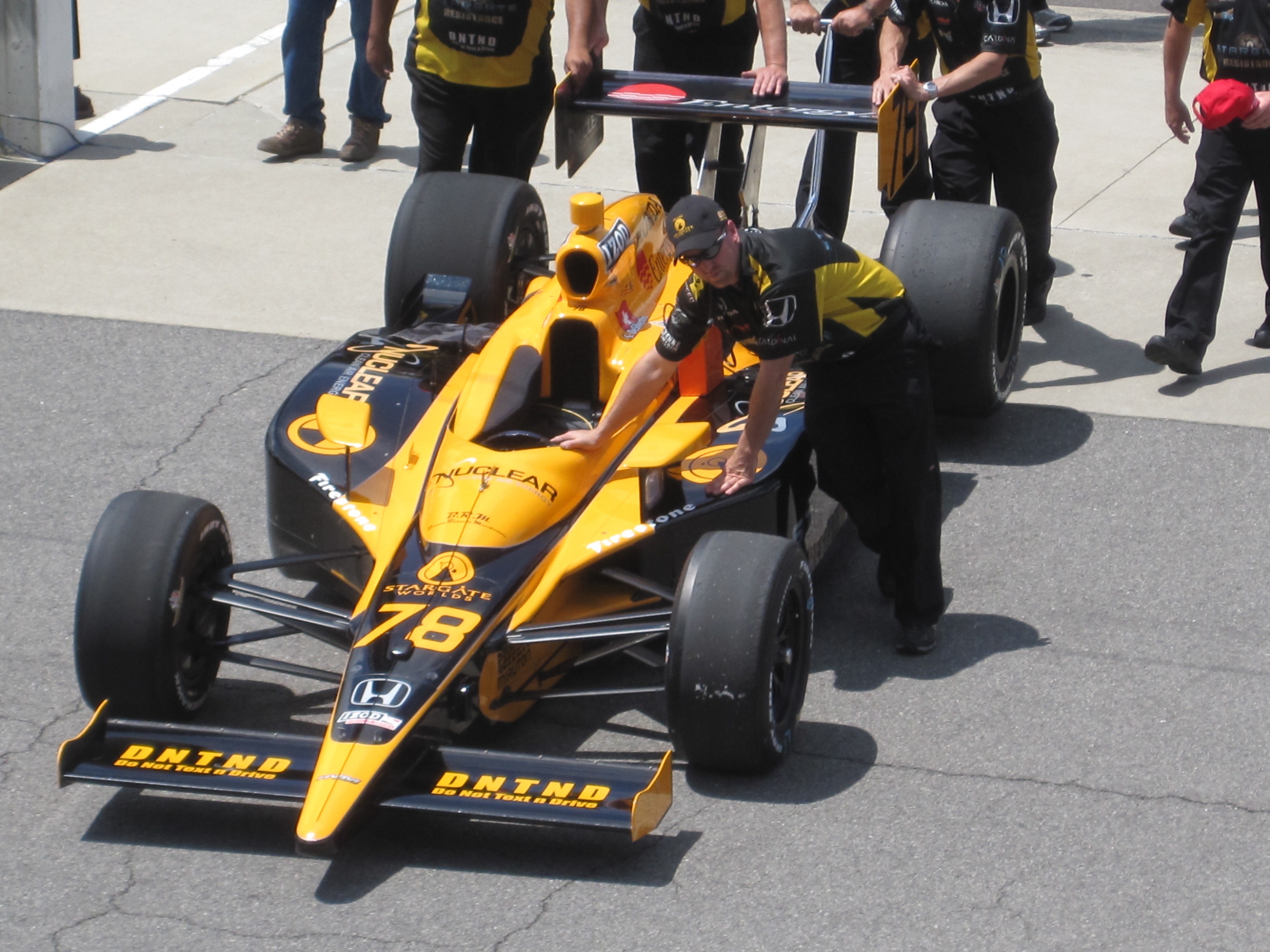
De Silvestros Wagen in Indianapolis, 2010

2010 trat sie in der IndyCar Series für HVM Racing an. Bereits in ihrem ersten Rennen in der IndyCar Series führte sie das Feld dank einer anderen Strategie an. Auf Grund von Bremsproblemen beendete sie das Rennen nur auf dem 16. Platz. Beim Rennen in Fort Worth sorgte sie mit einem Feuerunfall, nach dem sie noch rund 30 Sekunden in ihrem brennenden Auto sass, für Schlagzeilen. Mit leichten Verbrennungen an der rechten Hand überstand sie den Unfall beinahe unverletzt. Nachdem sie in Toronto als Neunte erstmals eine Platzierung unter den ersten Zehn erreicht hatte, erzielte sie in Lexington mit einem achten Platz ihre beste Saisonplatzierung. Am Saisonende belegte sie den 19. Gesamtrang. Zudem wurde sie zum zweitbesten Neuling hinter Alex Lloyd, der bereits vor der Saison an drei IndyCar-Rennen teilgenommen hatte.
2011 blieb de Silvestro bei HVM Racing. Bereits beim Saisonauftakt in Saint Petersburg erzielte sie mit einem vierten Platz ihr bis dahin bestes IndyCar-Ergebnis. Dabei hatte sie im Duell mit Tony Kanaan bis zur letzten Runde die Chance auf einen Podest-Platz. Beim vierten Rennen in São Paulo fuhr de Silvestro, in dem sie die schnellste Rennrunde erzielte, erneut in den Blickpunkt. Da sie durch eine Startkollision allerdings neun Runden zurücklag, konnte sie ihre Leistung nicht in eine Platzierung im vorderen Feld umsetzen. Im Training zum Indianapolis 500 hatte de Silvestro einen schweren Unfall. Sie verlor die Kontrolle über ihr Fahrzeug, schlug in die Streckenbegrenzung ein und blieb nach einem Überschlag auf der Strecke liegen. Das Fahrzeug fing dabei Feuer. De Silvestro verliess das Auto aus eigener Kraft. Bei der anschliessenden Untersuchung im Krankenhaus wurden Verbrennungen zweiten Grades an ihren Händen diagnostiziert. Sie nahm trotzdem am Rennen teil, kam aber nicht ins Ziel. Nach einem Unfall in West Allis verweigerten ihr die Ärzte die Starterlaubnis für das darauf folgende Rennen. In Sonoma musste sie ein weiteres Rennen auslassen, nachdem ihr die Einreise in die Vereinigten Staaten verweigert worden war. Die Saison schloss sie auf dem 20. Platz der Fahrerwertung ab.

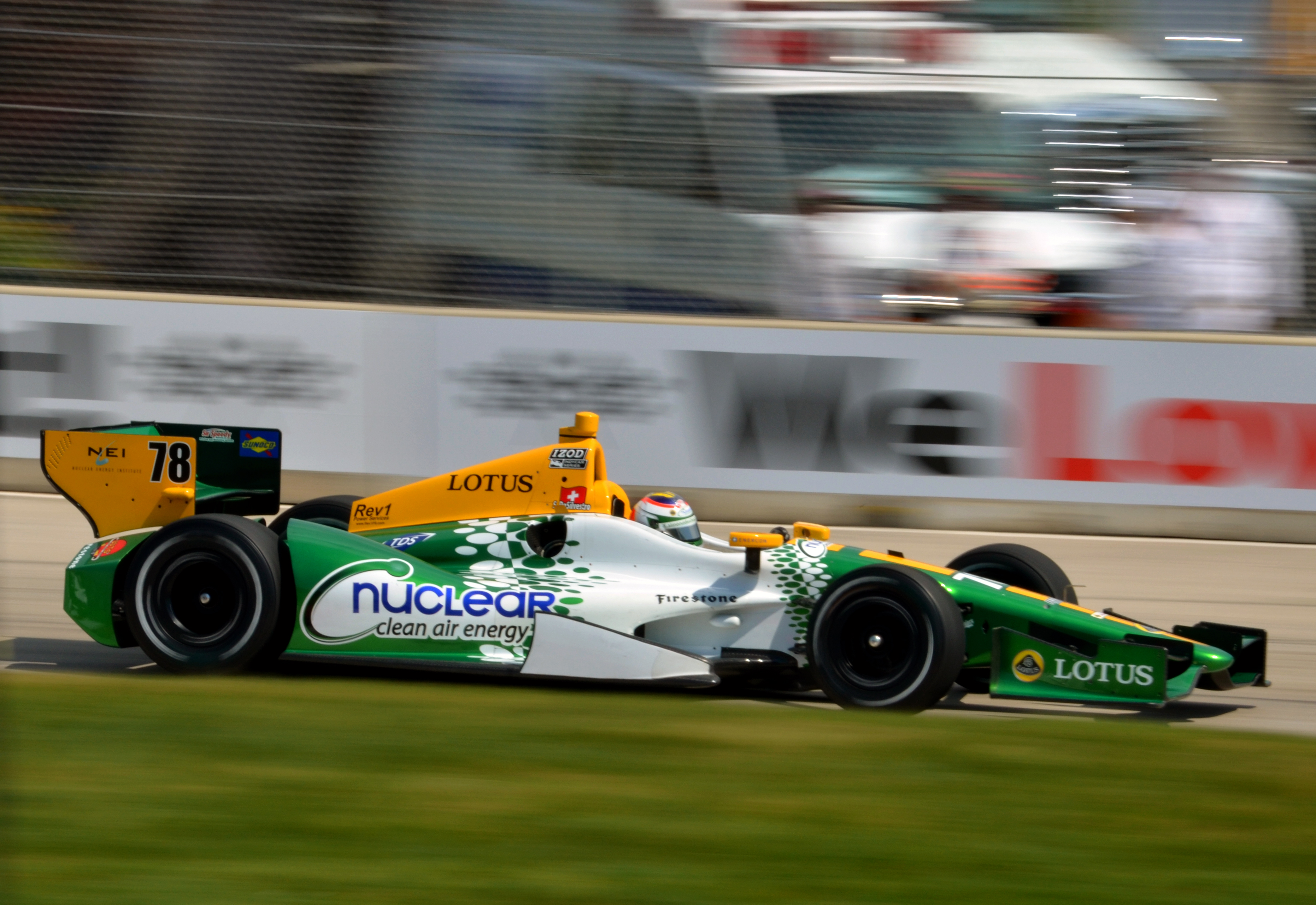
De Silvestro 2012 in Detroit

2012 bestritt de Silvestro eine weitere IndyCar-Saison. Ihr Team wurde in dieser Saison werksseitig von Lotus unterstützt und nannte sich Lotus-HVM Racing. De Silvestro erhielt die Möglichkeit, als Erste das neue IndyCar-Chassis, den Dallara DW12, mit einem Lotus-Motor, der von Engine Developments hergestellt wurde, zu testen. Da der Lotus-Motor deutlich schwächer war als die IndyCar-Motoren von Chevrolet und Honda, war sie beim Indianapolis 500 nicht in der Lage, Zeiten innerhalb der 105-Prozent-Regel zu fahren, sodass sie nach zehn Runden aus dem Rennen genommen wurde. Nach diesem Rennen gab es neben de Silvestro keine weiteren Fahrer mit Lotus-Motoren mehr. Obwohl Lotus mehrere Nachbesserungen am Motor erlaubt wurden, waren de Silvestro und HVM Racing nicht in der Lage, mit den anderen Teams mitzuhalten. De Silvestro wurde somit mit einem 13. Platz als bestem Resultat 24. in der Fahrerwertung.
Nach der Saison 2012 nahm de Silvestro für KV Racing Technology an Testfahrten teil. Einen Tag nach diesen Tests erhielt sie bei dem Rennstall einen Vertrag für die IndyCar Series 2013. De Silvestro nahm ihre beiden Hauptsponsoren Entergy und Areva mit zu ihrem neuen Team. Beim Saisonauftakt in Saint Petersburg erreichte sie mit einem dritten Platz im Qualifying ihre bis dahin beste Startposition. In der Schlussphase des Rennens lag de Silvestro wieder auf dem dritten Platz. Da ihre Reifen stärker abbauten, als die ihrer Konkurrenten, fiel sie in den letzten zwei Runden noch auf die sechste Position zurück. Nachdem sie in den ersten vier Rennen dreimal die Top-10 erreicht hatte, gelang ihr dies in den folgenden zehn Rennen nur ein weiteres Mal. Bei den letzten fünf Rennen kam sie immer in die Top-10. In Baltimore wurde sie Fünfte. Bei der anschliessenden Veranstaltung in Houston gelang de Silvestro mit einem zweiten Platz im ersten Rennen ihre erste IndyCar-Podest-Platzierung. Damit wurde sie nach Sarah Fisher und Danica Patrick zur dritten Frau, die eine IndyCar-Podest-Platzierung erzielt hatte. De Silvestro beendete die Saison auf dem 13. Gesamtrang. Mit 362 zu 397 Punkten unterlag sie ihrem Teamkollegen Kanaan, der das Indianapolis 500 gewonnen hatte.

### Formel 1 und Formel E

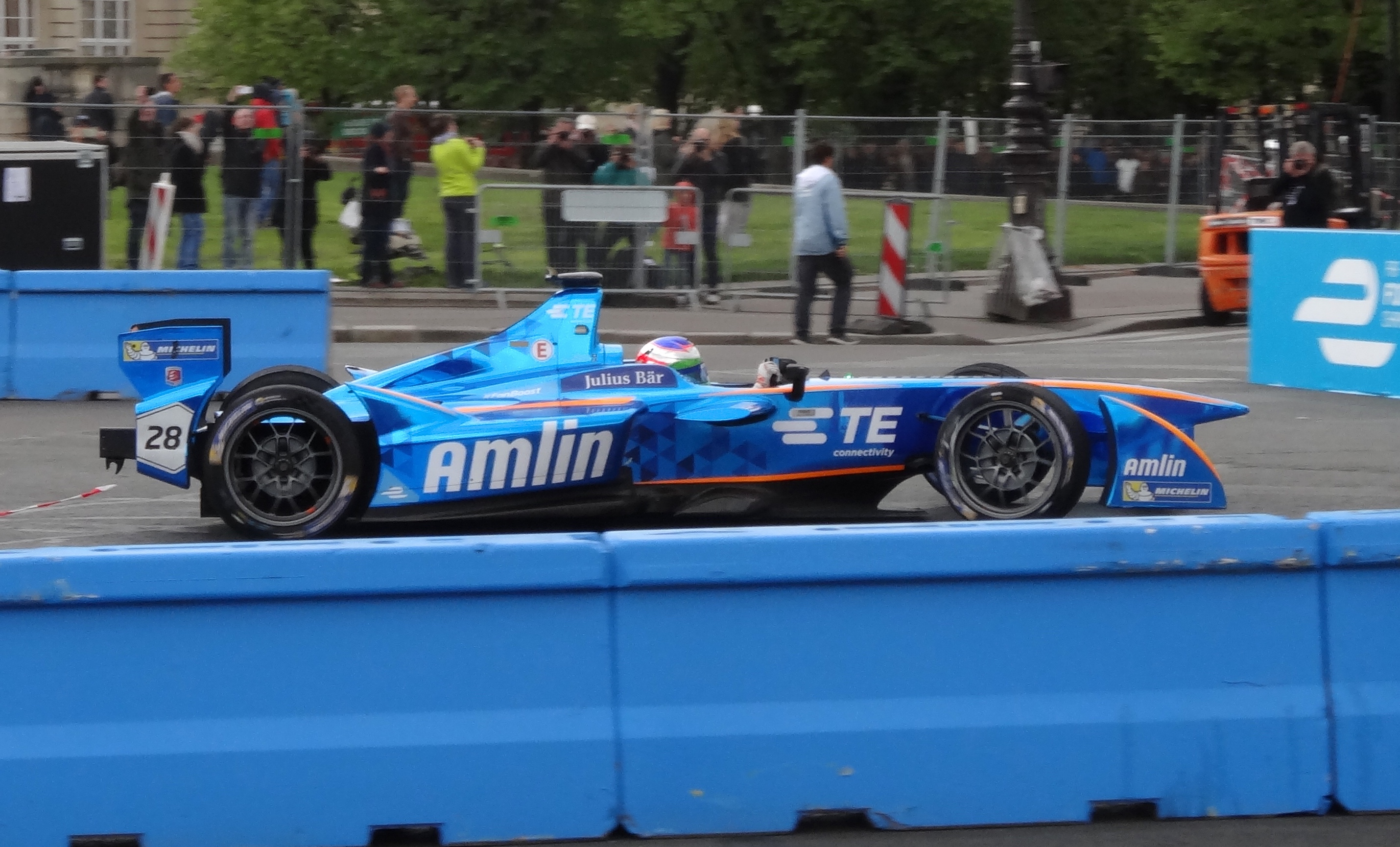
2016 im Formel-E-Wagen von Amlin Andretti

Nachdem de Silvestro 2014 ihr IndyCar-Cockpit bei KV Racing Technology verloren hatte, wurde sie vom Formel-1-Rennstall Sauber als Affiliated Driver vorgestellt, mit dem Ziel, für 2015 eine Formel-1-Superlizenz zu erhalten. Im April absolvierte sie in einem Sauber C31 aus dem Jahr 2012 ihren ersten Test in einem Formel-1-Fahrzeug. Aufgrund von Budget-Problemen endete de Silvestros Engagement bei Sauber vorzeitig.
2015 kehrte de Silvestro in die IndyCar Series zurück. Bei Andretti Autosport erhielt sie einen Vertrag, der zunächst nur für den Saisonauftakt galt. Sie kam bei zwei weiteren Rennen zum Einsatz. Dabei wurde sie Vierte in Louisiana. Außerdem trat de Silvestro 2015 für Andretti Autosport zu zwei Rennen der FIA-Formel-E-Meisterschaft an. Ferner bestritt sie ein Rennen der V8 Supercars. Für die FIA-Formel-E-Meisterschaft 2015/16 erhielt de Silvestro ein Andretti-Cockpit für die ganze Saison. Beim Long Beach ePrix erzielte sie mit dem neunten Platz als erste Frau Punkte in der Formel E. Auch in Berlin wurde sie Neunte. Sie beendete die Saison auf dem 18. Gesamtrang. Mit 4 zu 45 Punkten unterlag sie intern Robin Frijns.

### V8 Supercars

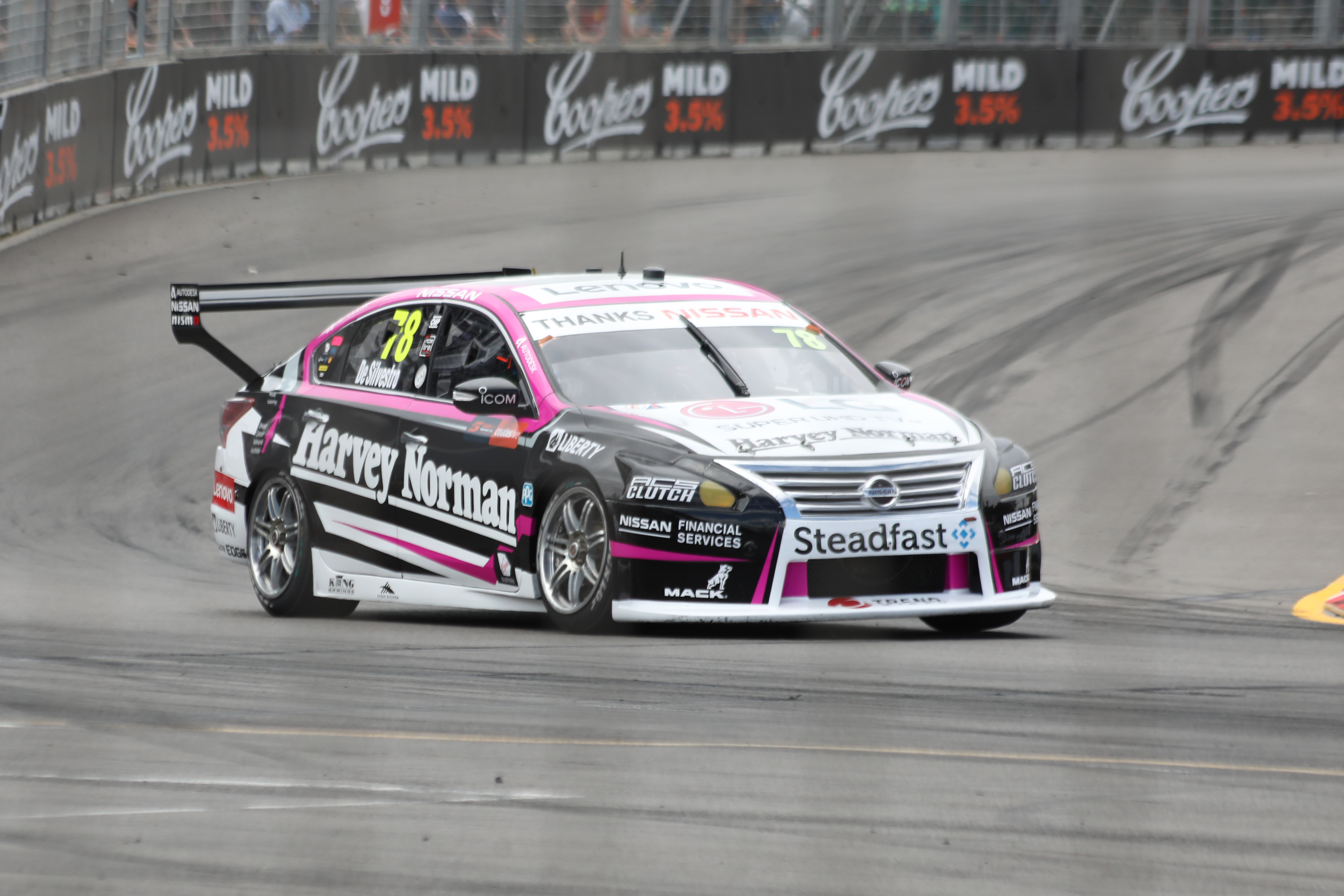
De Silvestro 2018 in der V8-Supercars-Serie

Im Anschluss unterschrieb de Silvestro einen Dreijahresvertrag bei Kelly Racing für die australische V8-Supercars-Rennserie. Dem vorangegangen waren bereits zwei Gaststarts beim sechsstündigen Bathurst 1000-Rennen am Mount Panorama Circuit, dem Saisonhöhepunkt der V8 Racecars-Serie. Von 2017 bis 2019 nahm sie an drei Saisons der Serie teil. Ihr bestes Rennergebnis war ein siebter Platz in der Saison 2019. In der Fahrerwertung belegte sie jeweils den 24., 23. und 19. Platz.

### ADAC GT Masters
Ende 2019 wurde sie von Porsche als Werkspilot für das GT-Team und als Reserve- und Entwicklungsfahrer für das Formel-E-Team vorgestellt. Seitdem bildet das ADAC GT Masters ihren Schwerpunkt. 2020 trat sie zusammen mit Klaus Bachler für KÜS Team75 Bernhard an. An einem der sieben Wochenenden nahmen sie nicht teil. Beste Platzierungen waren zwei vierte Plätze. In der Fahrerwertung belegte sie den 23. Platz. 2021 wechselten Bachler und de Silvestro zu Precote Herberth Motorsport. Sie kehrte außerdem für einen Start beim Indianapolis 500 in die IndyCar Series zurück. Sie startete für Paretta Autosport, das in Kooperation mit dem Team Penske antrat. Sie qualifizierte sich für den 33. Startplatz und schied im Rennen nach einem Dreher aus. Im GT Masters belegte sie wiederum den 23. Platz.

## Statistik

### Karrierestationen
- 2002–2004: Kartsport
- 2005: Italienische Formel Renault (Platz 20)
- 2006: US-amerikanische Formel BMW (Platz 4)
- 2007: Atlantic Championship (Platz 19)
- 2008: Atlantic Championship (Platz 8)
- 2009: Atlantic Championship (Platz 3)
- 2010: IndyCar Series (Platz 19)
- 2011: IndyCar Series (Platz 20)
- 2012: IndyCar Series (Platz 24)
- 2013: IndyCar Series (Platz 13)
- 2014: Formel 1 (Testfahrerin)
- 2015: Formel E (Platz 28)
- 2015: IndyCar Series (Platz 30)
- 2015: V8 Supercars (Platz 54)
- 2016: Formel E (Platz 18)
- 2016: V8 Supercars (Platz 53)
- 2017: V8 Supercars (Platz 24)
- 2018: V8 Supercars (Platz 23)
- 2019: V8 Supercars (Platz 19)
- 2020: ADAC GT Masters (Platz 23)
- 2021: ADAC GT Masters (Platz 23), IndyCar Series: (Platz 40)

### Einzelergebnisse in der IndyCar Series
| Jahr | Team                 | 1   | 2   | 3   | 4    | 5    | 6    | 7   | 8   | 9   | 10  | 11   | 12   | 13  | 14  | 15  | 16  | 17  | 18  | 19  | Punkte | Rang |
| ---- | -------------------- | --- | --- | --- | ---- | ---- | ---- | --- | --- | --- | --- | ---- | ---- | --- | --- | --- | --- | --- | --- | --- | ------ | ---- |
| 2010 | HVM Racing           | SAO | STP | ALA | LBH  | KAN  | INDY | TXS | IOW | WGL | TOR | EDM  | MDO  | SNM | CHI | KTY | MOT | HMS |     |     | 242    | 19.  |
| 2010 | HVM Racing           | 16  | 16  | 21  | 17   | 21   | 1422 | 24  | 21  | 24  | 9   | 22   | 8    | 13  | 23  | 25  | 23  | 23  |     |     | 242    | 19.  |
| 2011 | HVM Racing           | STP | ALA | LBH | SAO  | INDY | TXS  | TXS | MIL | IOW | TOR | EDM  | MDO  | NHA | SNM | BAL | MOT | KTY | LSV |     | 225    | 20.  |
| 2011 | HVM Racing           | 4   | 9   | 20  | 20   | 3124 | 26   | 27  | 25  | 26  | 10  | 24   | 12   | 16  | WD  | 12  | 14  | 25  | C   |     | 225    | 20.  |
| 2012 | Lotus-HVM Racing     | STP | ALA | LBH | SAO  | INDY | DET  | TXS | MIL | IOW | TOR | EDM  | MDO  | SNM | BAL | FON |     |     |     |     | 182    | 24.  |
| 2012 | Lotus-HVM Racing     | 24  | 20  | 20  | 24   | 32   | 13   | 25  | 24  | 14  | 24  | 23   | 23   | 17  | 22  | 26  |     |     |     |     | 182    | 24.  |
| 2013 | KV Racing Technology | STP | ALA | LBH | SAO  | INDY | DET  | DET | TXS | MIL | IOW | POC  | TOR  | TOR | MDO | SNM | BAL | HOU | HOU | FON | 362    | 13.  |
| 2013 | KV Racing Technology | 6   | 18  | 9   | 8    | 1724 | 16   | 24  | 16  | 24  | 21  | 11   | 10   | 14  | 11  | 9   | 5   | 2   | 10  | 8   | 362    | 13.  |
| 2015 | Andretti Autosport   | STP | NOL | LBH | ALA  | IMS  | INDY | DET | DET | TXS | TOR | FON  | MIL  | IOW | MDO | POC | SNM |     |     |     | 66     | 30.  |
| 2015 | Andretti Autosport   | 18  | 4   |     |      |      | 19   |     |     |     |     |      |      |     |     |     |     |     |     |     | 66     | 30.  |
| 2021 | Paretta Autosport    | ALA | STP | TXS | TXS  | IMS  | INDY | DET | DET | ROA | MDO | NSH  | IMS  | STL | POR | LAG | LBH |     |     |     | 10     | 40.  |
| 2021 | Paretta Autosport    |     |     |     | 3133 |      |      |     |     |     |     |      |      |     |     |     |     |     |     |     | 10     | 40.  |
| 2022 | Paretta Autosport    | STP | TXS | LBH | ALA  | IMS  | INDY | DET | ROA | MDO | TOR | IOW1 | IOW2 | IMS | NSH | GAT | POR | LAG |     |     | 34     | 32.  |
| 2022 | Paretta Autosport    |     |     |     |      |      |      |     | 21  | 18  |     |      |      |     | 26  |     |     | 22  |     |     | 34     | 32.  |

| Farbe      | Bedeutung                                          |
| ---------- | -------------------------------------------------- |
| Gold       | Sieger                                             |
| Silber     | 2. Platz                                           |
| Bronze     | 3. Platz                                           |
| Grün       | 4. und 5. Platz                                    |
| Hellblau   | 6. bis 10. Platz                                   |
| Dunkelblau | Rennen beendet (außerhalb der ersten zehn Piloten) |
| Violett    | Rennen nicht beendet                               |
| Rot        | nicht qualifiziert (DNQ)                           |
| Schwarz    | disqualifiziert (DSQ)                              |
| Weiß       | nicht am Start (DNS)                               |
| Weiß       | zurückgezogen (WD)                                 |
| Weiß       | Rennen abgesagt (C)                                |
| Blanko     | nicht teilgenommen                                 |
| Blanko     | nicht erschienen (DNA)                             |
| Blanko     | verletzt oder krank (INJ)                          |
| Blanko     | ausgeschlossen (EX)                                |

### Einzelergebnisse in der FIA-Formel-E-Meisterschaft
| Jahr    | Team               | 1   | 2   | 3   | 4   | 5   | 6   | 7   | 8   | 9   | 10  | 11  | Punkte | Rang |
| ------- | ------------------ | --- | --- | --- | --- | --- | --- | --- | --- | --- | --- | --- | ------ | ---- |
| 2014/15 | Andretti Autosport | BEI | PUT | PUN | BUE | MIA | LBH | MON | BER | MOS | LON | LON | 0      | 28.  |
| 2014/15 | Andretti Autosport |     |     |     |     |     |     |     |     |     | 11  | 12  | 0      | 28.  |
| 2015/16 | Amlin Andretti     | BEI | PUT | PUN | BUE | MEX | LBH | PAR | BER | LON | LON |     | 4      | 18.  |
| 2015/16 | Amlin Andretti     | DNF | 13  | 11  | 14  | 14  | 9   | 15  | 9   | 14  | DNF |     | 4      | 18.  |

| Legende                      | Legende       | Legende                                                                 |
| Farbe                        | Abkürzung     | Bedeutung                                                               |
| ---------------------------- | ------------- | ----------------------------------------------------------------------- |
| Gold                         | —             | Sieger                                                                  |
| Silber                       | —             | 2. Platz                                                                |
| Bronze                       | —             | 3. Platz                                                                |
| Grün                         | —             | Platzierung in den Punkten                                              |
| Blau                         | —             | Klassifiziert außerhalb der Punkteränge                                 |
| Violett                      | DNF           | Rennen nicht beendet                                                    |
| Violett                      | NC            | nicht klassifiziert                                                     |
| Rot                          | DNQ           | nicht qualifiziert                                                      |
| Schwarz                      | DSQ           | disqualifiziert                                                         |
| Weiß                         | DNS           | nicht am Start                                                          |
| Weiß                         | WD            | zurückgezogen                                                           |
| Weiß                         | C             | Rennen abgesagt                                                         |
| Blanko                       |               | nicht teilgenommen                                                      |
| Blanko                       | DNP           | gemeldet, aber nicht teilgenommen                                       |
| Blanko                       | INJ           | verletzt oder krank                                                     |
| Blanko                       | EX            | ausgeschlossen                                                          |
| sonstige Formate und Zeichen | P/fett        | Pole-Position                                                           |
| sonstige Formate und Zeichen | kursiv        | Schnellste Rennrunde (ab 2017/18: Schnellste Rennrunde der ersten Zehn) |
| sonstige Formate und Zeichen | unterstrichen | Führender in der Gesamtwertung                                          |
| sonstige Formate und Zeichen | °             | FanBoost                                                                |
| sonstige Formate und Zeichen | *             | nicht im Ziel, aufgrund der zurückgelegten Distanz aber gewertet        |
| sonstige Formate und Zeichen | ( )           | Streichresultat                                                         |